# 李徳輝
李 徳輝（り とくき、1218年 - 1280年）は、モンゴル帝国（大元ウルス）に仕えた漢人の一人。字は仲実。通州潞県の出身。

## 概要
李徳輝は5歳の時に父を亡くし、また凶作に遭うなど、貧しい暮らしの中でも読書を絶やさず成長した人物であった。
その後、劉秉忠の推薦を受けてクビライに仕えるようになり、その息子のチンキムの講読を務めた。1253年（癸丑）、モンケによりクビライは京兆地方を投下領として与えられると、「よく財賦を理する者」として李徳輝は領地の運営に携わるようになった。このころ、陝西方面では汪世顕が利州に駐屯して南宋領四川への侵攻を担当しており、李徳輝はこの四川方面軍への補給も担当するようになった。また、1259年（己未）の州の戦いにおいても後方補給を担当している。
1260年（中統元年）、クビライが即位すると李徳輝は燕京宣撫使に任じられた。このころ、燕京一帯では鈔の偽造、盗賊の横行などにより治安が悪化しており、李徳輝はこれらの問題の改善に務めた。しかし、平章の王文統と対立したことで、一度は地位を逐われてしまった。
1264年（至元元年）には太原路総管の地位を授かったが、クビライは「太原が難治の地」であるために、特に李徳輝を選んで任命したという。1268年（至元5年）には右三部尚書の地位に遷り、罪を犯した者をある貴人が庇おうとしたが、李徳輝は毅然として処罰を行ったとの逸話が伝えられている。
このころ、クビライの息子の一人のマンガラが安西王に封ぜられて旧西夏国領（タングート地方）を統括するようになっており、李徳輝はその補佐として安西王相に任じられた。安西王相に着任した直後には、王府への食糧供給を目的とした屯田開拓に携わっている。1275年（至元12年）からは四川方面への出兵に加わり、重慶府を包囲・陥落させた上、成都府にまで至った。この四川侵攻は東川行枢密院・西川行枢密院の連携によって進められていたが、両行枢密院は争って兵食方略を受けようとしたため、李徳輝はこれを戒めた。しかし李徳輝の懸念は的中し、一度投降した瀘州が背いてしまったことにより、重慶府を占領したモンゴル軍も潰走する事態となってしまった。
1277年（至元14年）、李徳輝は西川行枢密院副使・兼安西王相に任じられ、成都府に残留して四川平定軍の兵站を担うこととなった。1278年（至元15年）、モンゴル軍は再び重慶府を攻略し、紹慶府・南平軍等の諸山壁・水柵を平定した。この時、李徳輝は捕虜を解放して合州の将の張玨に対する使者とし、最終的に戦わずして合州を投降に至らせ、四川方面の平定を完了した。
1280年（至元17年）には新設の安西行省の左丞に任命され、同年中には羅氏鬼国（現在の貴州省。モンゴル語での呼称はチコトル）の反乱を雲南・湖広・四川から微発した3万の兵で平定することとなった。しかし李徳輝は武力衝突を避けて投降を促す使者を派遣したところ、羅氏鬼国の酋長の阿察は李徳輝の名を知っており、「その言は信じ侍むべきである」と述べて投降を決意した。自ら播州の李徳輝の下を訪れた阿察は泣きながら自らの立場を訴え、李徳輝もその言を受け入れて朝廷に報告したところ、羅氏鬼国地方には順元路が設置され、その酋長はその宣撫使に任じられることとなった。好条件でモンゴルに降ることとなった羅氏鬼国の民は馬千匹を朝廷に献上し、これを受けてクビライは李徳輝の功績をたたえたという。
李徳輝が63歳にして死去したとき、羅氏鬼国の民は自らの親を亡くしたように哀しみ、李徳輝を祀るために集まった者たちの声が山谷に響いたという。後に播州安撫使の何彦は現地の民を率いて李徳輝を祀る廟を立てている。